# Chňapálek proužkovaný
Chňapálek proužkovaný (Caesio striata) je paprskoploutvá ryba z čeledi chňapalovití (Lutjanidae).
Druh byl popsán roku 1830 ichtyologem Eduardem Rüppellem.

## Popis a výskyt
Maximální délka ryby je 25 cm.
Tělo světle namodralé, na hřbetu nazelenalé, břicho bílé. Na bočních stranách podlouhlé černé a žluté pruhy.
Byla nalezena ve vodách Indo-západního Pacifiku: Rudé moře až po Arabské moře. Tvoří školky a obývá pobřežní oblasti, převážně korálové útesy. Jedná se o vejcorodou rybu s pelagickými jikrami.